# Смерть автора
«Смерть автора» — эссе 1967 года, одно из самых известных произведений французского философа, литературного критика и теоретика Ролана Барта, ключевое для структурализма. В нём Р. Барт выступает против практики традиционной литературной критики, в которой намерения и биография автора включаются в интерпретацию текста, - и вместо этого утверждает, что написанное и создатель не имеют отношения друг к другу.

## Выход в свет
Первая публикация на английском языке — в американском журнале Aspen, No. 5-6 (1967), первая французская публикация — в журнале Manteia, No. 5 (1968).
«Смерть автора» наряду с лекцией Мишеля Фуко «Что такое автор» (опубликована в 1969) широко распространялась в самиздате, копии и конспекты распространяли между собой французские студенты.

## Истоки
Своим эссе Барт полемизировал с работами общеизвестных во Франции литературоведов Г. Лансона и Сен-Бёва, уделявших огромное внимание личности автора для толкования его трудов.

## Содержание
В своем эссе Барт критикует метод чтения и критики, которые опираются на аспекты личности автора — его политические взгляды, исторический контекст, вероисповедание, этническую принадлежность, психологию и другие биографические и личные качества, для раскрытия смысла работы автора. В этом типе критики опыт и пристрастия автора служат решающим «разъяснением» текста. По Барту, этот метод чтения точен и удобен, но на самом деле ненадёжен и имеет значительные недостатки: «присвоить тексту авторство» и присвоить одну соответствующую ему интерпретацию «есть наложение ограничений на текст».
Читатели должны рассматривать литературное произведение отдельно от его творца, чтобы освободить текст от тирании толкования (подобная идея обнаруживается у Эриха Ауэрбаха, где он обсуждает нарративную тиранию в библейских притчах). Каждая часть текста содержит несколько слоёв и смыслов. Барт проводит аналогию между текстом и тканью, заявляя, что «текст — ткань из цитат», взятых из «бесчисленных центров культуры», а не из одного, то есть не из индивидуального опыта. Основной смысл текста зависит от впечатлений читателя, а не от «страсти» или «вкуса» писателя.
Не оказывающий, по Барту, центрального творческого воздействия автор — просто писатель (англ. scriptor, это слово Барт использует, чтобы разрушить традиционную преемственность между терминами «автор» и «авторитет», точнее authority). Функция писателя в том, чтобы «производить», а не объяснять работу. Писатель «рождается одновременно с текстом, ни в коей мере не обладает бытием во время, до или после написания, [и] не является субъектом (подлежащим — англ. subject) с книгой в качестве предиката (англ. predicate)». Каждая книга «всегда написана здесь и сейчас», создается заново при каждом новом прочтении, потому что источник смысла лежит исключительно в «языке самом по себе» и во впечатлениях читателя.
Барт отмечает, что традиционный критический подход к литературе поднимает сложную проблему: можем ли мы обнаружить именно то, что вкладывал в текст писатель? Его ответ — не можем. Он вводит это понятие ещё в эпиграфе к «Смерти автора»: эпиграф он берет из новеллы «Сарацин» Оноре де Бальзака, где главный герой принимает певца-кастрата за женщину и влюбляется в неё. Когда певец говорит о своей женственности, Барт спрашивает читателей: кто это говорит и о чём? Что выражает автор, Бальзак? Литературную идею женственности? Универсальную мудрость? Психологию романтизма? «Мы никогда не узнаем». Письменная фиксация, «разрушение любого голоса», не позволяет одного толкования или перспективы (Барт впоследствии вернулся к «Сарацину» в своей книге S/Z , где разобрал его в деталях).
Признавая наличие своей идеи (или её вариантов) в работах предыдущих авторов, Барт цитирует в своем эссе С. Малларме, который сказал, что «говорит сам язык». Он упоминает Марселя Пруста, который был «озабочен вопросом неизбежного размытия … связи между писателем и его символами» и сюрреалистов в связи с их практикой «автоматического письма», позволяющего выразить «то, что не знает голова».
Важным постулатом Барта является разрыв между авторитетом и авторством. Вместо открытия единственного «теологического» смысла (послания «Автора-Бога») читатели воспринимают написанное как «многомерное пространство», которое не может быть «расшифровано», только «распутано». Отказ присвоить окончательный смысл тексту «высвобождает то, что можно назвать антитеологической деятельностью, такой деятельностью, которая носит поистине революционный характер, так как отказ от смысла — это в конце концов отказ от Бога и его ипостасей: разума, науки, закона». Основой творческого метода Барта является разъятие смыслов и деструкция.

## Влияния и параллели
Программный структуралистский текст, «Смерть автора» значительно повлиял на континентальную философию. Особенно влияние этого эссе заметно у Жака Деррида.
Работа Барта имеет много общего с идеями Йельской школы деконструктивистской критики 1970-х годов, в том числе её пропонентов Поля де Мана и Джеффри Хартмана. Барт, как и деконструкционисты впоследствии, настаивает на «разрозненности» текстов, «трещинах» в их смысле, их противоречивости и внутреннем несоответствии.
Авторы, занимающиеся осмыслением феминизма и движения сексуальных меньшинств, находят в работе Барта антипатриархальный, антитрадиционалистский пафос разрушения. В их прочтении данное эссе направлено не только против стабильной литературно-критической интерпретации, но также и против устойчивой самоидентификации.
Мишель Фуко также критически рассматривал вопрос об авторе в своем эссе 1969 года «Что такое автор?», впрочем, отдельно не упоминая работу Барта.